# Василий Петров
 Тази статия е за маршала.  За генерал-полковника вижте Василий Петров (1922 – 2003).  
Васѝлий Ива̀нович Петро̀в (на руски: Васѝлий Ива̀нович Петро̀в) е съветски военачалник, маршал на Съветския съюз и Герой на СССР. Член на КПСС (1944), член на ЦК на КПСС (1976), от 1974 г. депутат във Върховния съвет на СССР.

## Биография
Василий Иванович е роден на 15 януари 1917 г. в с. Чернолеское, Новоселицки район на Ставрополски край. Завършва педагогически техникум, 2 години преподава в училище, а после постъпва във 2-ри курс на Орджоникидзевския педагогически институт. Призован е в армията на 22 ноември 1939 г. на служба в кавалерията. След завършването на полковата школа е назначен за командир на отделение. Отличен е и с първата си награда – почетен знак „Отличник РККА“.
През 1941 г., в навечерието на Великата Отечествена война, Василий Петров преминава краткосрочни двумесечни курсове за младши лейтенант. След завършването им веднага е изпратен на фронта. Ранен е в боевете за Одеса и евакуиран във военната болница в Сочи. Следизлекуването си, Петров е назначен за командир на взвод от 193-ти кавалерийски полк на 72-ра Кубанска казашка кавалерийска дивизия. Съединението е прехвърлено на Керченския полуостров, където, заедно с други дивизии и части, воюва срещу войските на Ерих фон Манщайн, участвайки в съветския разгром в Керченско-Феодосийската операция.
По време на сраженията, дивизията търпи големи загуби и е преобразувана в 40-а отделна мотострелкова бригада. В нея Василий Петров последователно заема различни длъжности – заместник-командир на ескадрон, началник-щаб на отделен мотострелкови батальон, командир на батальон автоматчици и заместник началник-щаб по оперативната работа. В боевете при Туапсе е отличен с орден „Червена звезда“.
През май 1943 г. капитан Петров е назначен за началник на оперативното отделение на 38-а стрелкова дивизия. С това съединение, Василий Иванович участва в битката при Курск, боевете за Украйна, Корсун-Шевченковската операция и др. и е повишен в майор. В последвалото настъпление в Румъния и Унгария, Петров получава ордените „Отечествена война“ (1-ва степен) и „Червено знаме“.
През 1945 г., Василий Иванович изкарва ускорен тригодишен курс във Военната академия „Фрунзе“. След курса заема различни командни длъжности – командир на полк, началник-щаб на дивизия, а през 1957 г., на 40-годишна възраст е назначен за командир на дивизия. След още четири години му е присвоено званието генерал-майор.
През май 1969 г. Петров завършва висшите академични курсове при Военната академия на Генералния щаб и е изпратен в Далекоизточния военен окръг окръг, където отначало командва отделна армия, а после е началник-щаб. В началото на 1972 г. Василий Иванович е назначен за главнокомандващ на войските на окръга.
От май 1976 г. е повишен в първи заместник на главнокомандващия на Сухопътните войски на СССР. Две години по-късно отново е изпратен обратно като главнокомандващ на войските в Далечния изток.
В периода декември 1980 – януари 1985 г., Петров е назначен за главнокомандващ на Сухопътните войски на СССР и заместник-министър на отбраната. На 16 февруари 1982 г. с Указ на Президиума на Върховния Съвет на СССР, на армейски генерал Василий Петров е присвоено званието Герой на Съветския съюз.
На 23 март 1983 г. е повишен в маршал на СССР. От януари 1985 г. е назначен за първи заместник-министър на отбраната на страната. На тази длъжност Петров е до зачисляването си в групата на генералните инспектори през юли 1986 г.
До 1992 г. е и съветник на началника на Генералния щаб на Обединените въоръжени сили на ОНД. От септември същата година е съветник към Министерството на отбраната на Руската федерация.
Василий Иванович е aвтор е на книгата „Священный долг Отчизну защищать“ (Москва. Военное издательство, 1985 г.).

## Военни звания
- Полковник – 29 април 1952 г.
- Генерал-майор – 9 май 1961 г.
- Генерал-лейтенант – 16 юни 1965 г.
- Генерал-полковник – 29 април 1970 г.
- Армейски генерал – 15 декември 1972 г.
- Маршал на Съветския съюз – 25 март 1983 г.

## Награди
- Герой на Съветския съюз
- Четири ордена „Ленин“
- Орден „Октомврийска революция“
- Орден „Червено знаме“
- Два ордена „Червена звезда“
- Два ордена „Отечествена война“ – I степен
- Орден „Отечествена война“ – II степен
- Орден „За служба на Родината във въоръжените сили на СССР“ – III степен
- 13 съветски медала
- 16 ордена и медали на други държави